# Enarete
Enarete (altgriechisch Ἐναρέτη Enarétē) war in der griechischen Mythologie die Tochter des Deimachos und Gemahlin des Aiolos, des Stammvaters der Aiolier. Das Paar hatte sieben Söhne und fünf Töchter.
Die Söhne des Paares waren Kretheus, Sisyphos, Athamas, Salmoneus, Deion, Magnes und Perieres. Von den Autoren Hyginus Mythographus und Pausanias wird außerdem Makareus als achter Sohn genannt. Pausanias nennt dazu noch Aethlios und Diodor Mimas.
Die Töchter des Paares waren Kanake, Alkyone, Peisidike, Kalyke und Perimede. Nach Pausanias waren auch Tanagra und Arne Töchter des Aiolos und der Enarete.